# Stephen van Haestregt
Stephen van Haestregt (2 settembre 1975) è un batterista olandese.

## Biografia
La sua prima band è stata i Sacrament, successivamente ha fatto parte della band technical thrash metal Paralysis, incidendo un EP (Arctic Sleep).
È stato membro della symphonic metal band Within Temptation dal 2002 fino a aprile 2010 come sostituto di Ivar der Graaf. Prima della sua esperienza con la band olandese, Stephen ha lavorato per anni come ingegnere del suono. Stephen e l'attuale compagna Veroniek hanno avuto il loro primo figlio, di nome Silvin, il 27 giugno 2005.
Si sono sposati il 26 maggio 2009.

## Discografia
- 2004 – The Silent Force
- 2007 – The Heart of Everything